# Grisy-les-Plâtres
Grisy-les-Plâtres è un comune francese di 604 abitanti situato nel dipartimento della Val-d'Oise nella regione dell'Île-de-France.

## Società

### Evoluzione demografica
Abitanti censiti